# Darnets

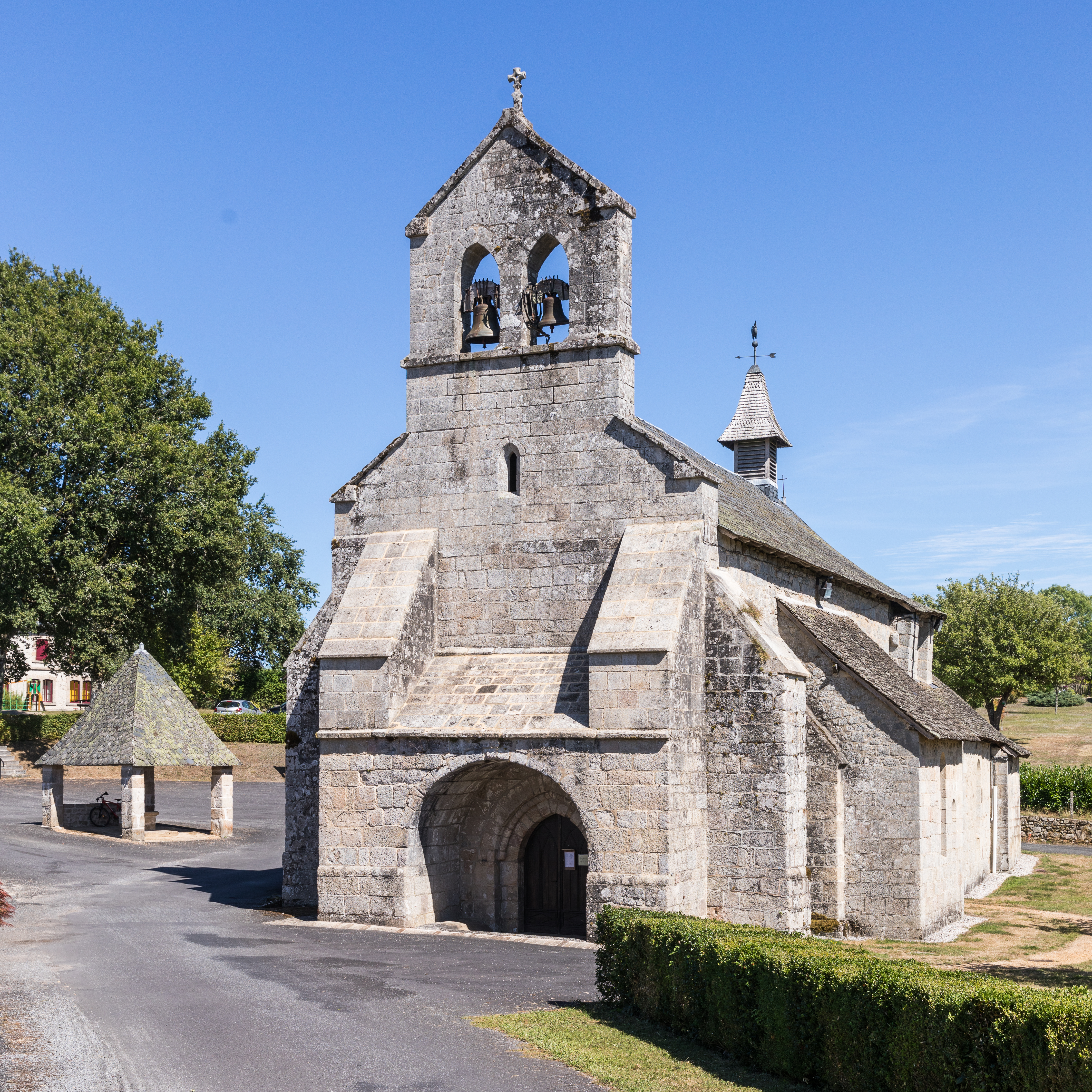
Kościół w Darnets (2020)

Darnets – miejscowość i gmina we Francji, w regionie Nowa Akwitania, w departamencie Corrèze.
Według danych na rok 1990 gminę zamieszkiwały 304 osoby, a gęstość zaludnienia wynosiła 12 osób/km² (wśród 747 gmin Limousin Darnets plasuje się na 352. miejscu pod względem liczby ludności, natomiast pod względem powierzchni na miejscu 232.).

## Populacja

Populacja Darnets w latach 1962–2008